# Klasztor Franciszkanów w Podłężu Królewskim
Klasztor Franciszkanów w Podłężu Królewskim − franciszkański dom zakonny w Podłężu Królewskim, wchodzący w skład prowincji Wniebowzięcia NMP Zakonu Braci Mniejszych w Polsce, na terenie archidiecezji częstochowskiej, w województwie śląskim.

## Historia
Początki obecności franciszkanów w Podłężu Królewskim sięgają lat 90. XX wieku. Pierwszym minorytą, który opiekował się ofiarowanym w 1995 za prowincjałatu o. dra Damiana Szojdy OFM zakonnikom domem, był o. Roman Skowroński OFM. W 1998 abp Stanisław Nowak poświęcił wybudowaną przez zakonników i wiernych kaplicę publiczną pw. Św. Antoniego z Padwy. W 2001 erygowano parafię, obejmującą Podłęże Królewskie oraz Podłęże Szlacheckie. Erekcja domu zakonnego nastąpiła 7 lutego 2005 za prowincjałatu o. Ezdrasza Biesoka OFM.

## Przełożeni[3]
- o. Roman Skowroński - rektor kościoła (1995-2004)
- o. Roman Skowroński - prezes (2004-2007)
- o. Krystian Ostrowski - gwardian (2007-nadal)